# Barre Panhard
Pour les articles homonymes, voir Barre.
Une barre Panhard est un composant de la suspension d'une automobile qui limite le déplacement latéral d'un essieu rigide. 

## Origine
La barre Panhard fut inventée par la société automobile Panhard & Levassor, installée pour la première fois dans la 6DS en 1930.

## Description
C'est un composant simple, consistant en une barre rigide, disposée transversalement, qui fait la liaison entre une extrémité de l'essieu rigide et un point de la carrosserie ou du châssis du côté opposé. Il est habituellement utilisé avec le timon qui guide l'essieu longitudinalement.

Schéma
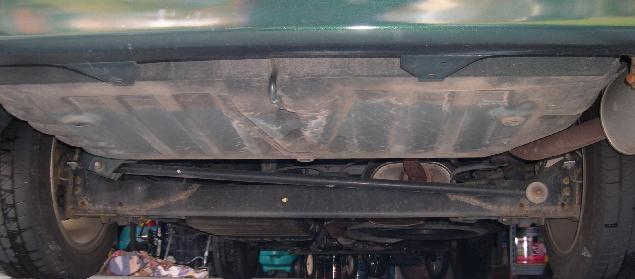
Barre Panhard

## Utilisation
Sur les voitures modernes, la suspension, même à l'arrière, est de moins en moins réalisée avec un essieu rigide ou semi-rigide, la barre Panhard n'y trouve pas d'utilité.
La barre Panhard est encore utilisée par certains constructeurs de véhicules 4x4.
Des voitures américaines en sont aussi munies, en particulier des voitures de course de NASCAR, l'ajustement de la barre Panhard étant alors l'un des seuls réglages possibles en course,.